# Tuparendi
Tuparendi est une municipalité brésilienne située dans l'État du Rio Grande do Sul.